# Luhanka
Luhanka là một đô thị của Phần Lan.

Huy hiệu của Luhanka

Vị trí ở tỉnh Tây Phần Lan trong vùng Trung Phần Lan. Đô thị này có dân số 905 (2003) và diện tích 313.34 km² trong đó có 98.31 km² là diện tích mặt nước. Mật độ dân số là 2.9 người trên mỗi km².
Dân đô thị này chỉ sử dụng tiếng Phần Lan. Trước đây, tên đô thị này là "Luhango" trong các tài liệu lịch sử của Thụy Điển nhưng ngày nay là "Luhanka" cũng trong tiếng Thụy Điển.